# Bahrînivți, Litîn
Bahrînivți (în ucraineană Багринівці) este localitatea de reședință a comunei Bahrînivți din raionul Litîn, regiunea Vinnița, Ucraina.

## Demografie
Componența lingvistică a localității Bahrînivți
     Ucraineană (99,18%)
     Alte limbi (0,82%)
Conform recensământului din 2001, majoritatea populației localității Bahrînivți era vorbitoare de ucraineană (99,18%), existând în minoritate și vorbitori de alte limbi.